# BBIBP-CorV
لقاح سينوفارم (بالإنجليزية: Sinopharm vaccine)‏ بالاسم التجاري أو لقاح BBIBP-CorV باسمه الأصلي، هو أحد اللقاحين المرشحين ضد مرض فيروس كورونا، الذين تعمل مجموعة الصين الوطنية للصناعات الدوائية على تطويرهما وإنتاجهما، وهو مخصص للإعطاء عن طريق الحقن العضلي.
اعتبارًا من ديسمبر 2020، دخل اللقاح المرحلة الثالثة من التجارب السريرية في كل من: الأرجنتين والبحرين ومصر والمغرب وباكستان وبيرو والإمارات العربية المتحدة مع أكثر من 60000 شخص. حتى نوفمبر 2020، كان ما يقرب من مليون شخص قد تلقوا اللقاح من خلال برنامج الاستخدام الطارئ بالصين. بحلول ديسمبر 2020، تلقى ما يقرب من 100,000 شخص في الإمارات العربية المتحدة اللقاح كجزء من برنامج تطوعي.
في 9 ديسمبر 2020، أعلنت الإمارات عن التسجيل الرسمي للقاح سينوفارم بعد أن أظهر تحليل مؤقت لتجارب المرحلة الثالثة أن اللقاح فعال بنسبة 86% ضد عدوى مرض فيروس كورونا 2019. وقد منحت مع البحرين ترخيصًا لاستخدام اللقاح، إلا إن الإمارات لم تذكر كيف سيُنشر اللقاح.
في 12 ديسمبر 2020، أوقفت بيرو التجارب على لقاح سينوفارم للتحقيق في حدث ضار وقع مع أحد المتطوعين قبل أن تعيد استئناف التجارب في 16 ديسمبر.
يستخدم لقاح BBIBP-CorV تقنية مشابهة وأكثر تقليدية كما في كورونافاك وBBV152 واللقاحات الأخرى التي يجري تطويرها في تجارب المرحلة الثالثة. طُبقت مثل هذه التقنية بنجاح في العديد من اللقاحات المعروفة مثل لقاح داء الكلب، ولكن نقص البيانات العامة المتعلقة بـ BBIBP-CorV يمكن أن يحد من توزيع اللقاح في مجموعة متنوعة من البلدان الأخرى.

## إذن الاستخدام في حالات الطوارئ

### الصين
حصلت سينوفارم على EUA لأحد المرشحين لقاح كوفيد -19 في يوليو. في يونيو، قبل برنامج الاستخدام الطارئ، سُمح لموظفي الشركات الحكومية الذين يسافرون إلى الخارج بأخذ أحد اللقاحين اللذين تطورهما سينوفارم. في أكتوبر، بدأت بتقديم اللقاح مجانًا للطلاب الصينيين الذين يسافرون للخارج للدراسات العليا. في أكتوبر، أعلنت مقاطعة تشجيانغ التي يبلغ عدد سكانها 58.5 مليون نسمة بالقرب من شنغهاي، أن السكان المعرضين لخطر كبير يمكن أن يتلقوا التطعيمات بدءًا من أواخر نوفمبر.

### إيران
قال متحدث باسم إدارة الغذاء والدواء (إيران): «ما تم تقديمه واستهلاكه من لقاح سینوفارم في إيران هو منصته الرئيسية ولديه ترخيص استخدام طارئ من منظمة الصحة العالمية».

### البحرين
في 3 نوفمبر / تشرين الثاني، منحت البحرين تصريح الاستخدام الطارئ (EUA) لاستخدام لقاح كوفيد -19 من سينوفارم لعمال الخطوط الأمامية، وفقًا لوكالة الأنباء الرسمية BNA. تلقى العديد من الوزراء وكبار المسؤولين اللقاح في البحرين، بمن فيهم سلمان، ولي عهد البحرين.

### الإمارات العربية المتحدة
في 14 سبتمبر 2020، وافقت الإمارات العربية المتحدة على لقاح كوفيد -19 الخاص بشركة سينوفارم للعاملين في الخطوط الأمامية بعد تجارب المرحلة الثالثة المؤقتة الناجحة. وأضاف أن «نتائج الدراسات خلال المراحل النهائية من المرحلة الثالثة من التجربة أظهرت أن اللقاح فعال ونتج عنه استجابة قوية وتوليد أجسام مضادة للفيروس». قال وزير الصحة عبد الرحمن العويس.
في 3 نوفمبر 2020، تلقى رئيس مجلس الوزراء وحاكم دبي محمد بن راشد آل مكتوم لقاح كوفيد -19.
في فبراير 2021، أبرز نادٍ حصري في لندن أن الإمارات العربية المتحدة تدير برنامج تطعيم لقاح ضد كوفيد -19 للأثرياء. كانت الإمارات تقدم لقاح سينوفارم لهؤلاء السياح الأجانب النخبة، الذين كان من المفترض أن يدفعوا مقابل الوصول إلى بي بي أي بي ب- كورو.يعتبر هذا بأنها إستراتيجية دولة الإمارات العربية المتحدة لجلب السياحة إلى المنطقة، حيث أهملت الندرة العالمية لجرعات اللقاح وشرط تطعيم الفئات الضعيفة.